# Штампарска форма
Штампарском формом се назива онај део подлоге за штампање на који се наноси боја, и са кога се помоћу нанете боје и одрађеног притиска добија отиснута слика оригинала.
Штампарске форме се израдјују: хемијским, електрофотографским, механишким путем, као и гравирањем. За израду штампарске форме користе се следећи материјали:
- Метали
- Камен
- Стакло
- Гума
- Дрво
- Пластика